# Vlado Bučkovski

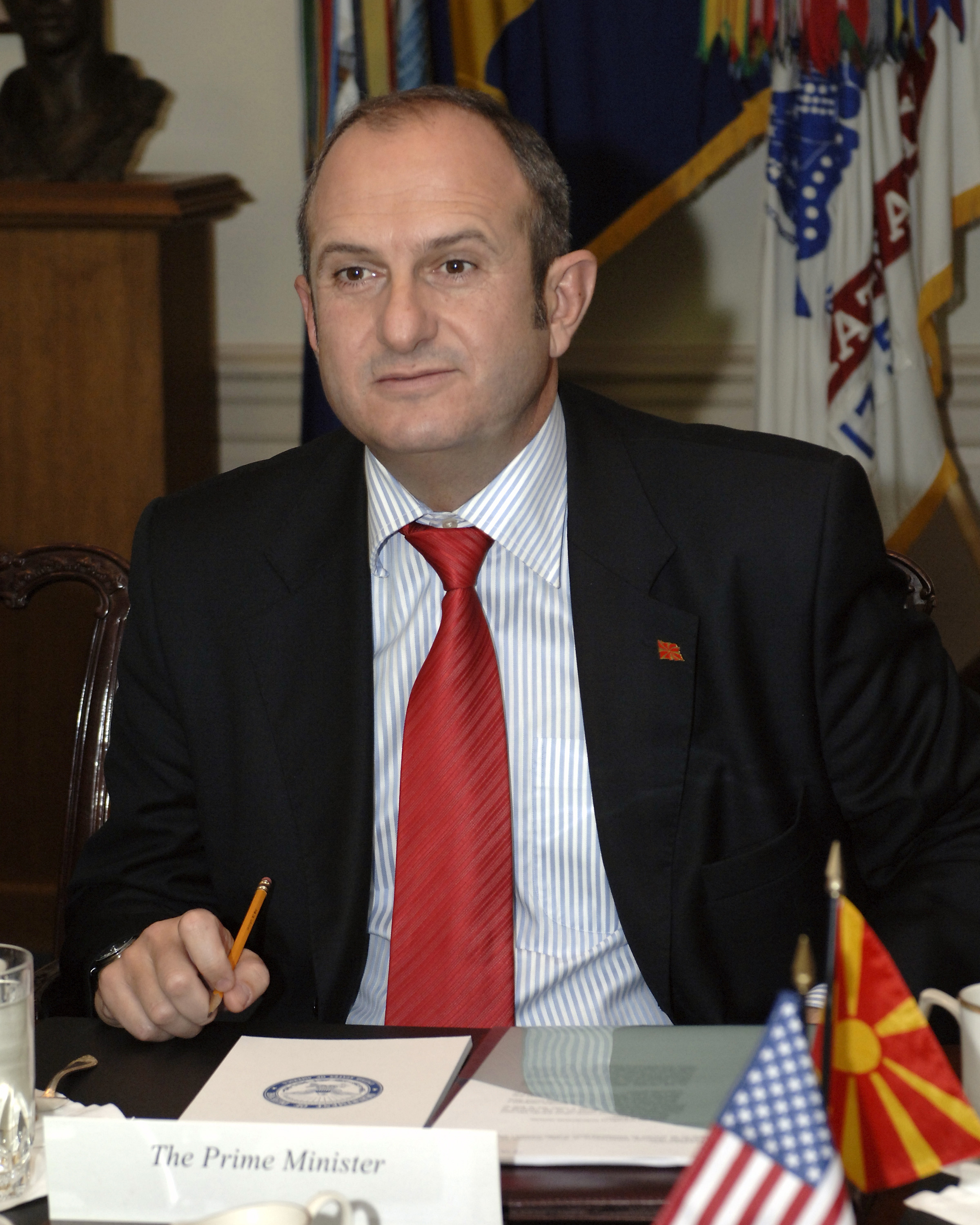
Vlado Bučkovski

Vlado Bučkovski (Владо Бучковски) (* 2. Dezember 1962 in Skopje) ist ein nordmazedonischer Politiker und Dozent für Römisches Recht.
Er studierte Rechtswissenschaften an der Universität Skopje und promovierte 1998.
Bučkovski gehört der Partei SDSM an. Von Mai 2001 bis November 2001 und von November 2002 bis Dezember 2004 war er Verteidigungsminister. 2004 wurde er als Nachfolger von Branko Crvenkovski wurde er Vorsitzender der SDSM. Vom 15. Dezember 2004 bis 27. August 2006 war er Ministerpräsident. Nach dem schlechten Abschneiden seiner Partei bei den Parlamentswahlen 2006 wurde Radmila Šekerinska seine Nachfolgerin als Parteivorsitzende.
Wegen Amtsmissbrauch in seiner ersten Amtszeit als Verteidigungsminister während des Mazedonien-Konflikts von 2001 wurde er im Dezember 2008 zu einer Haftstrafe verurteilt. Er soll sich am Handel mit Ersatzteilen für russische Panzer bereichert haben.
2020 wurde er im Zuge des bulgarischen Vetos für die weitere Europäische Integration Nordmazedoniens zum spezieller Gesandter der Regierung seines Landes für Bulgarien ernannt und mit der Verbesserung der zwischenstaatliche Beziehungen mit Bulgarien beauftragt, da Nordmazedonien seit 2019 über keinen Botschafter in Bulgarien verfügt. Im Dezember 2021 wurde sein Mandat von Zoran Zaev noch verlängert, doch am 11. Januar 2022 wurde Bučkovski vom designierten Ministerpräsident Dimitar Kovačevski von der Funktion als Gesandter der Regierung enthoben.